# Kaio Jorge
Pour les articles homonymes, voir Kaio et Jorge.
Kaio Jorge Pinto Ramos dit Kaio Jorge, né le 24 janvier 2002 à Olinda, est un footballeur brésilien qui évolue au poste d'avant-centre au Cruzeiro EC.

## Carrière

### Début au Santos FC
En novembre 2017, à l'âge de 15 ans seulement, il est promu dans l'équipe des moins de 20 ans.
Il est tout aussi précoce pour ses débuts professionnels à 16 ans, avec les Santos, le 30 septembre 2018, contre le Club Athletico Paranaense.
Il se fait par la suite notamment remarquer dans le Championnat de São Paulo où il égale notamment le record de précocité de Neymar pour un premier but avec le club dans la compétition.

### Arrivée à la Juventus Turin et en Europe
Remarqué, notamment lors de la Coupe du monde des moins de 17 ans, par la Juventus de Turin. 
Le 2 août 2021, il est transféré à la Juventus pour 4 millions d'euros.

### En sélection nationale
En octobre et novembre 2019, il est sélectionné pour la Coupe du monde des moins de 17 ans au Brésil. L'équipe du Brésil atteint la finale de la compétition, qu'elle n’a plus atteint depuis 2003.
Il figure par la suite notamment dans l'équipe type de la compétition de France Football.

## Palmarès
Équipe du Brésil des moins de 17 ans
- Coupe du monde des moins de 17 ans
  - Vainqueur en 2019.

## Statistiques
| Saison                | Club                    | Championnat           | Championnat | Championnat | Championnat | Coupe(s) nationale(s) | Coupe(s) nationale(s) | Coupe(s) nationale(s) | Supercoupe | Supercoupe | Supercoupe | Compétition(s) continentale(s) | Compétition(s) continentale(s) | Compétition(s) continentale(s) | Compétition(s) continentale(s) | Ligue régionale | Ligue régionale | Ligue régionale | Total | Total | Total |
| Saison                | Club                    | Division              | M.          | B.          | P.d.        | M.                    | B.                    | P.d.                  | M.         | B.         | P.d.       | Comp.                          | M.                             | B.                             | P.d.                           | M.              | B.              | P.d.            | M.    | B.    | P.d.  |
| 2018                  | Santos FC               | Série A               | 1           | 0           | 0           | -                     | -                     | -                     | -          | -          | -          | CL                             | -                              | -                              | -                              | -               | -               | -               | 1     | 0     | 0     |
| 2019                  | Santos FC               | Série A               | 3           | 0           | 0           | -                     | -                     | -                     | -          | -          | -          | CL                             | -                              | -                              | -                              | 4               | 0               | 0               | 7     | 0     | 0     |
| 2020                  | Santos FC               | Série A               | 28          | 4           | 1           | 1                     | 0                     | 0                     | -          | -          | -          | CL                             | 12                             | 5                              | 0                              | 7               | 0               | 0               | 48    | 9     | 1     |
| 2021                  | Santos FC               | Série A               | 10          | 1           | 2           | 2                     | 1                     | 0                     | -          | -          | -          | CL+CS                          | 7+2                            | 1+2                            | 1+0                            | 7               | 3               | 0               | 28    | 8     | 3     |
| Sous-total            | Sous-total              | Sous-total            | 42          | 5           | 3           | 3                     | 1                     | 0                     | -          | -          | -          | -                              | 21                             | 8                              | 1                              | 18              | 3               | 0               | 84    | 17    | 4     |
| 2021-2022             | Juventus FC             | Serie A               | 9           | 0           | 0           | 2                     | 0                     | 0                     | -          | -          | -          | C1                             | -                              | -                              | -                              | -               | -               | -               | 11    | 0     | 0     |
| Sous-total            | Sous-total              | Sous-total            | 9           | 0           | 0           | 2                     | 0                     | 0                     | -          | -          | -          | -                              | -                              | -                              | -                              | -               | -               | -               | 11    | 0     | 0     |
| 2023-2024             | Frosinone Calcio (prêt) | Serie A               | 20          | 3           | 0           | 2                     | 0                     | 1                     | -          | -          | -          | -                              | -                              | -                              | -                              | -               | -               | -               | 22    | 3     | 1     |
| 2024                  | Cruzeiro EC             | Série A               | 6           | 0           | 0           | -                     | -                     | -                     | -          | -          | -          | CS                             | 2                              | 0                              | 0                              | -               | -               | -               | 8     | 0     | 0     |
| Total sur la carrière | Total sur la carrière   | Total sur la carrière | 77          | 7           | 3           | 7                     | 1                     | 1                     | -          | -          | -          | -                              | 23                             | 8                              | 1                              | 18              | 3               | 0               | 125   | 19    | 5     |